# Maison Geschwindenhamer
L'ancienne maison Geschwindenhamer ou Geschwindammer est un édifice situé au 6 ter quai de la Bataille - non loin du parc de Saurupt - à Nancy, en Meurthe-et-Moselle, région Lorraine (Grand Est).

## Histoire
La maison est construite en 1905 (travées gauches), avec une date portée par un cartouche situé sur le 1er niveau de la première travée, pour madame Ignace Geschwindenhamer, rentière, par Henri Gutton (1851-1933) ingénieur polytechnicien à Nancy et Joseph Hornecker (1873-1942) architecte à Nancy.
Le gros œuvre est exécuté par l'entreprise de maçonnerie Bernanose et Cie. La sculpture est réalisée par Léopold Wolff (1863-1924) sculpteur à Nancy. Gentil et Bourdet céramistes à Billancourt sont les auteurs des balustres, des carreaux métopes à reliefs de la façade et du décor des alettes de la fenêtre du premier niveau de la première travée. La maison est agrandie de la travée droite en 1913 par Pierre Legrand (1857-1926) entrepreneur à Nancy.

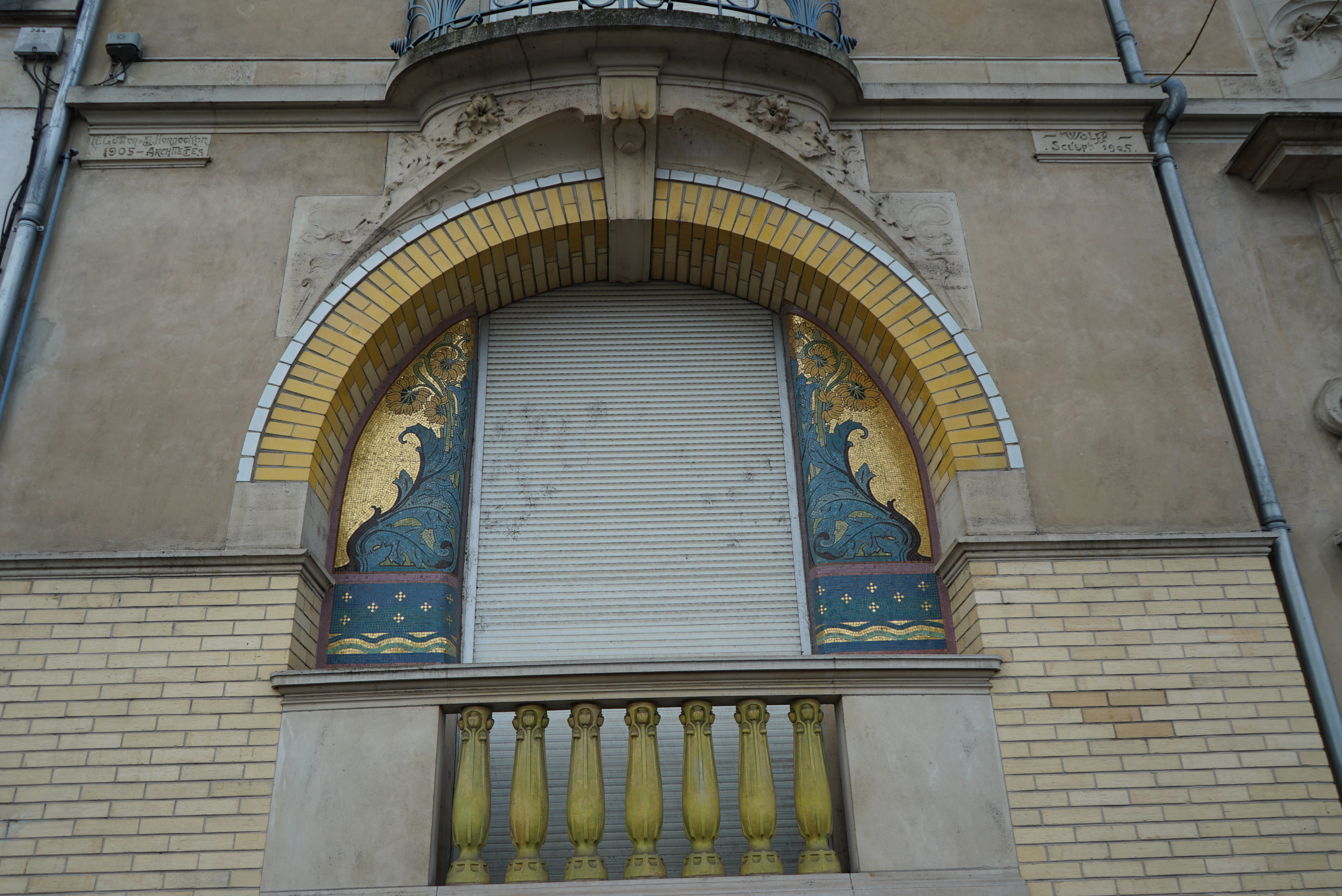
Détail du tour de fenêtre.

La façade et la toiture sur rue sont inscrites au titre des monuments historiques par arrêté du 25 février 1994.